# 609 Fulvia
A 609 Fulvia egy a Naprendszer kisbolygói közül, amit Max Wolf fedezett fel 1906. szeptember 24-én.